# 瑞银收购瑞信
在瑞士政府和金融市場監管局的促成下，瑞银集团于2023年3月19日同意以30亿瑞士法郎的价格全股收购瑞士信貸集團。在瑞银集团宣布愿意接管瑞信之后，瑞士国家银行向瑞银提供了1亿瑞士法郎的流动性支持，瑞士政府亦提供了90亿瑞士法郎的短期损失担保。同时，瑞士信贷集团负有的160亿瑞士法郎應急可轉債被全部注销
瑞士信贷集团原本是一家全球性的系统重要性金融机构，但其投资银行部门第一波士顿近期受到诸多丑闻缠身。与此同时，美国的银行危机使得众多投资人和可能陷入危机的银行感到恐慌。由于监管问题，瑞士信贷的主要股东纷纷表示不太可能进一步投资该银行的可能性，导致瑞信的股价发生暴跌。收购请求甫经提出，很快便得到了瑞银的同意，并在亚洲金融市场开市前夕对外宣布。此后不久，世界各大中央银行纷纷宣布了各自的美元流动措施，以缓解更广泛的市场恐慌和避免更广泛的银行危机。
本次收购最终在2023年6月12日完成。

## 背景

### 瑞信集团及全球金融危机

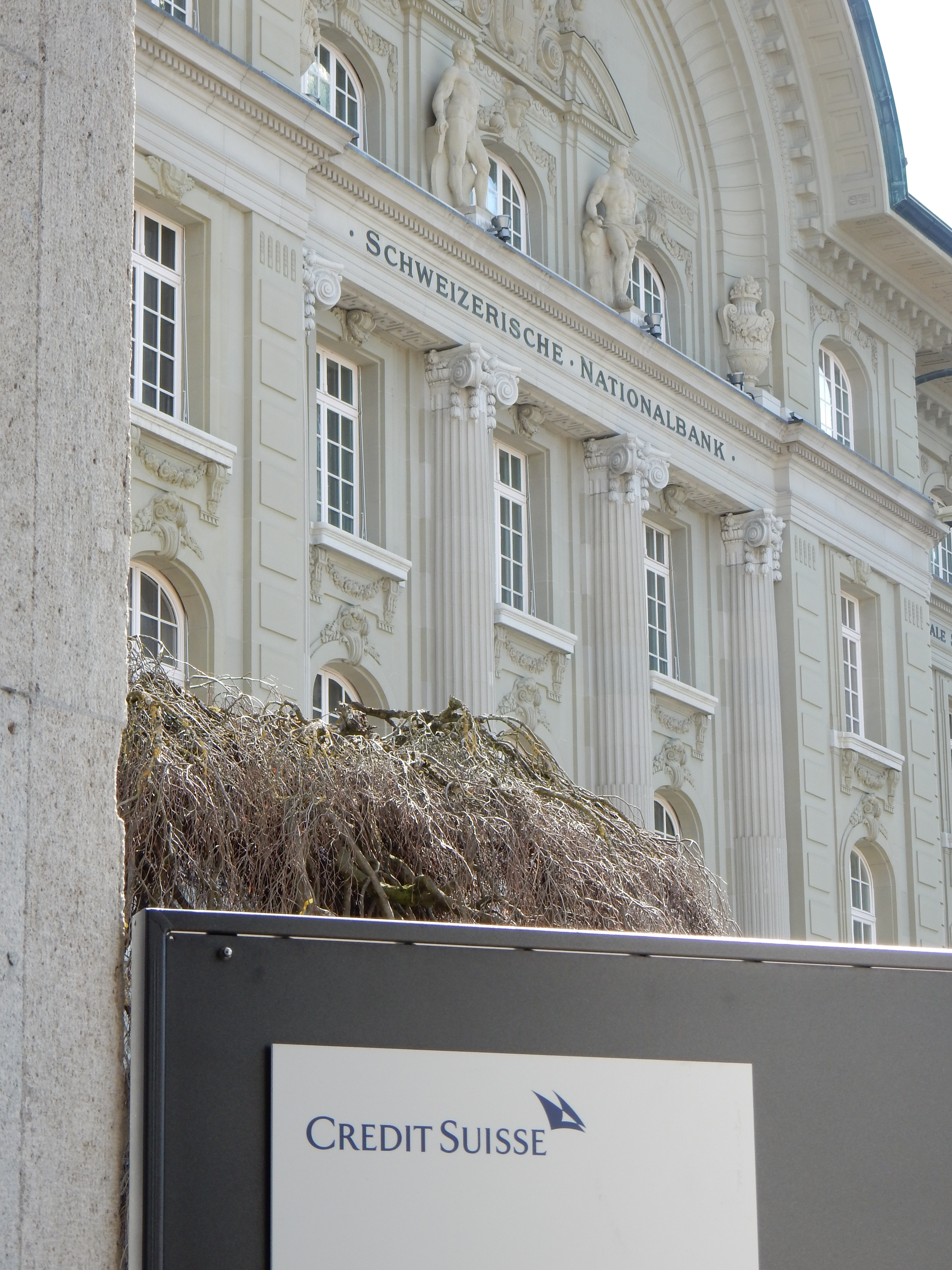
伯尔尼一家瑞士国家银行前的瑞信行标

瑞士信貸集團（简称瑞信）创立于1856年，经过150多年的发展，其逐渐成为瑞士银行中的翘楚，众多被称为“苏黎世的侏儒”的银行家纷纷为瑞士的发展出资出力。20世纪末，瑞信 收购了第一波士顿银行，成为一家大型投资机构，逐步进入国际赛道与高盛等其他全球性银行竞争。在2007年—2008年的金融危機中，瑞信受到的影响与同行相比较少。
瑞信与瑞银一直以来都是竞争对手，后者曾一度面临缺少私人投资者投资的困境，但随后因瑞士国家银行购买了其600亿美元的有毒资产和53亿美元的股票成功获救。这段时期的瑞信只从投资者身上私下筹集到90亿美元。
金融危机结束后，瑞信的投资银行继续通过投资风险交易来与美国的大型金融机构竞争，而美国的大型银行和瑞银则采取保守战略，纷纷抛售掉了风险较大的资产。
2010年，国际清算银行制定了《巴塞尔协议III》，该协议被批评人士指责会鼓励各大银行玩弄监管框架，因此对世界金融体系的稳定存在负面影响。虽然《巴塞尔协议III》的标准有所提高，但它同时认为“市场往往无法约束大型银行保持审慎的资本水平并做出合理的投资决策”。银行相对于所在国家GDP的系统重要性越高（如瑞士的银行），其过度冒险的可能性亦越大。
在瑞士金融业界内，“瑞银和瑞信将要合并”向来是一个玩笑性说法，人们大多认为这种事情不可能发生；而瑞士当局拯救瑞银的目的是是希望国内存在两家大型银行。但长期以来，瑞银和瑞信将要合并的谣言依然存在，瑞信前总裁譚天忠（2015年—2020年）也经常和同事讨论相关问题。在瑞信开始呈现衰落态势后，瑞银的高层也常常讨论如何将这一竞争对手收购以及需要获取政府的哪些帮助。另一方面，瑞士当局希望不要再动用公共资金来资助有需要的大型银行，遂决定以注销公债的方式来给予帮助。

### 瑞信投资银行业务的损失
瑞信董事长阿克塞尔·莱曼在2023年4月的股东大会上忆起瑞信的陨落时表示“自金融危机结束后，瑞信一直被称为‘全球最好的银行’，但在那之后的几年中，瑞信就一直面临着困境”。2008年到2023年间，瑞信的投资银行部门屡次表现暗淡，导致该行业务的收益能力大大降低，还造成了数额可观的损失。同时，瑞信相继被曝出一系列丑闻和管理不当事件，典型例子如其在2021年与Archegos资本管理和格林希爾資本的倒闭相关的投资业务亏损。2022年10月，多家媒体传言瑞信将要倒闭，使得其在当年的最后三个月内流出了1110亿瑞士法郎的财富管理资金。2020年至2022年，瑞信对于其财政报告的內部控制能力遭到审计公司普华永道削弱。

### 2023年美国银行破产潮及影响

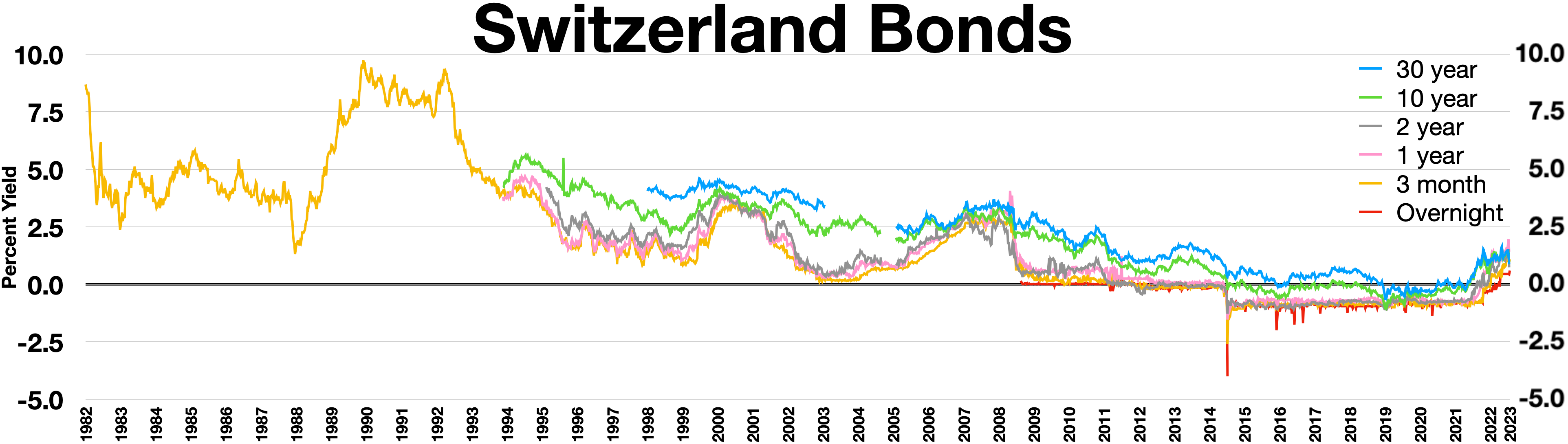
瑞士债券在2023年的收益率倒挂曲线
30年
10年
2年
1年
3个月
1夜

在2023年美国银行破产潮的影响下，全球各银行部门的股价大幅下跌。这次银行危机引发了人们对于因美联储和其他中央银行加息而导致银行业压力进一步加大的更广泛担忧。
2023年3月15日，瑞信最大股东沙特国家银行的董事长在利雅得会议上被彭博电视问到是否还会继续向瑞信投资时明确给出了否定的回答，指出最主要的原因是监管方面的问题，表示如果他们持有的股份仍然超过10%，沙特国家银行本身以及瑞士和欧洲的各大监管机构的新规则都将生效，而他们不打算加入新的监管制度。彭博新闻随后评论称一些人认为沙特国家银行总裁的说法属于“自暴自弃”（self-sabotage）。虽然沙特银行后来表示希望将持有的股权保持在10%以下是其不再投资的唯一原因，但投资者之间仍然发生了类似于2010年至2011年间的欧洲债务危机时期的恐慌。在沙特国家银行董事长给出上述回答后的两小时内，瑞信的债券每欧元下跌了10美分，其股价亦在当天下降了31%。一同参加这次会议的瑞信董事长莱曼在会议结束后很快回到了苏黎世。瑞信高层虽然意识到他们无法控制股价，但仍无法避免债券变成不良债权给投资者和交易对手带来的担忧。

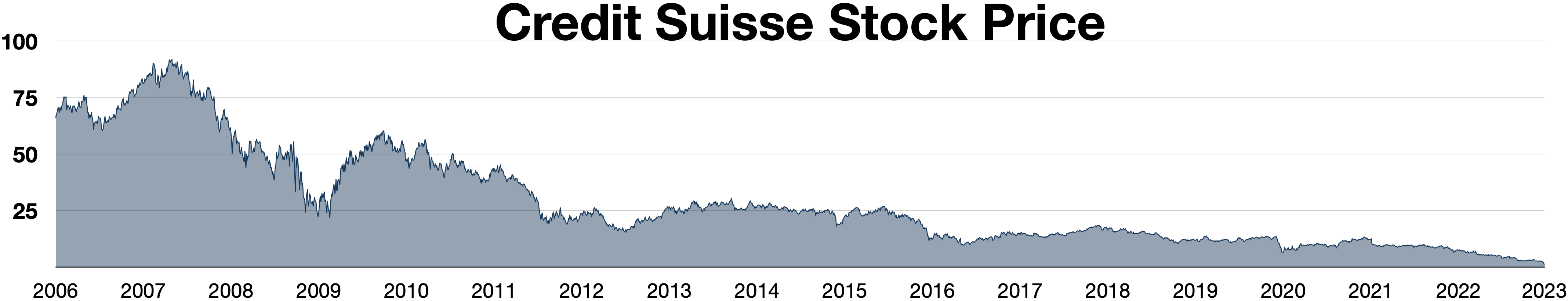
瑞信的股价（2006年–2023年）

3月15日下午13点，瑞信决定购买背书债券，但承认需要资金上的帮助，虽然瑞士自2008年起就规定不得再动用公共资金拯救银行，但瑞士政府认为为了避免全球性恐慌，他们仍然需要这样做。当日，瑞士政府向瑞信提供了500亿瑞士法郎的紧急信用額度，作为后者的后备资金。尽管如此，瑞信客户在当周内仍然总共撤出了100亿瑞士法郎的活期存款。同时瑞信的单年信用違約交換额在当日从已经属于警示状态的799个基本点进一步上升到3701个，成为自2008年金融危机以来该额度最高的大型银行。瑞信的衰落还引起了市场纪律的崩溃，一名投资者表示其股价过高，以致于无法实现对冲。另外，由于职员为了与是次危机摆脱干系而刻意拒接客户电话，瑞信集团的各项工作也陷入停滞。
瑞士政府在2008年使用政府资金支援瑞银的做法在当时引发了民愤，因此在这次瑞信的危机中，政府无法再提供相似援助。政府提供后备资金的目的并不在于拯救瑞信，而是为了给予瑞士国家银行和瑞士金融市場監管局更多时间来寻找买家。2023年3月15日，政府宣布当下的唯一解决办法就是让瑞银考虑收购瑞信，从而将其国有化。有报道称政府曾以强制性口吻通知瑞银合并瑞信，并需在19日晚亚洲开市之前对外宣布。虽然瑞银高层不得不遵守这个命令，也不了解瑞信当下的财政状况，但他们大部分都了解瑞信的崩塌会影响到瑞士的声誉。此外，瑞士的外交官也曾讨论过将资金移出瑞信的事宜。截至3月23日，瑞信的信用違約交換价格仍然高居3468个基本点，表明投资者对于中央银行的安慰仍存在怀疑。欧盟、美国、英国及瑞士等地的立法界人士纷纷预测称，如果瑞信不能得到紓困或是不被其他银行收购，它将无法在3月19日开门营业。美国投资管理公司贝莱德曾表示愿意部分收购瑞信，但随后又在3月17日予以否决。另有报道称，瑞士政府希望这次危机能够在国内得到解决，贝莱德后来亦表示无意因此惹怒瑞银。
据估计，自2022年10月至2023年4月，瑞银遭受的资本净收回金额已经达到1712亿瑞士法郎。又有报道称，在2023年的头三个月，客户从瑞信撤回的金额达到了650亿瑞士法郎，与此同时，瑞银则获得了250亿瑞士法郎的资金流入，其中80亿来自瑞士，50亿来自东亚，40亿来自美洲地区，30亿来自欧洲、中东和非洲。但在2022年12月2日彭博电视的一次采访中，瑞信董事长宣称集团资金已基本停止外流。

## 谈判

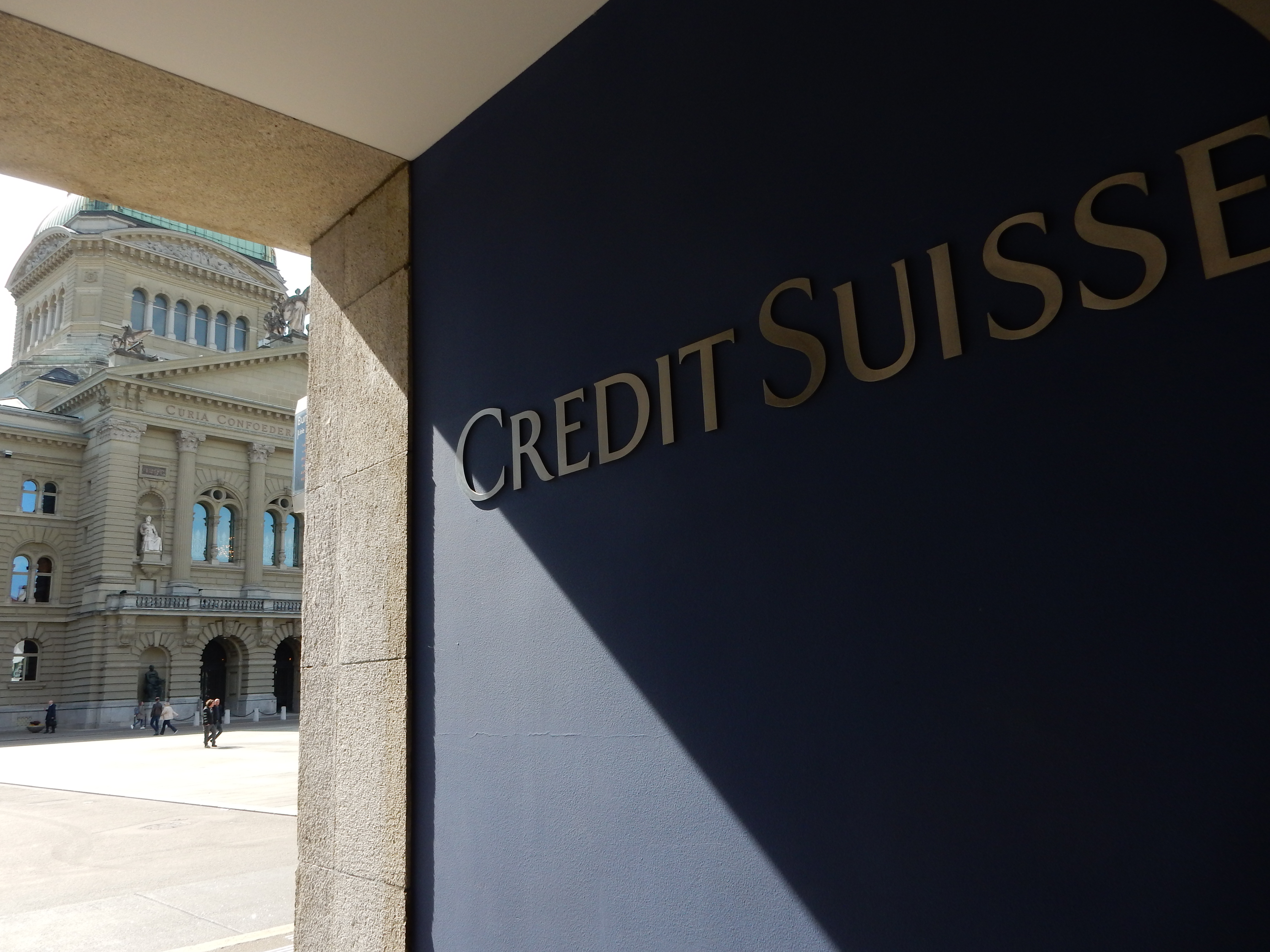
一家位于伯尔尼联邦宫的瑞信分行

此次收购的谈判开始于3月15日，瑞士政府要求双方于3月20日前达成协议，以免恐慌向全球蔓延。谈判由瑞士国家银行董事长托马斯·乔丹主持，进行的时间较短，议题包括瑞银不愿意收购瑞信旗下已失去收益能力的分行、反垄断问题、政府支持资金的规模以及是否发起股东投票等。这次谈判的与会者中，瑞信的管理层人员占比较少，美国的森特尔维尤合伙公司（Centerview Partners）和摩根大通分别为瑞信和瑞银的管理人员提供咨询；瑞银投资人皮耶罗·诺维利（Piero Novelli）和摩根士丹利分别为各自的董事会提供意见。
瑞信对其管理人员受到排斥的情况感到愤怒，向瑞银及瑞士政府提出警告称其三个最大股东—沙烏地阿拉伯公共投資基金、奥拉扬集团和卡塔尔投资局—对此协议感到不快，并表示中东的投资者对于谈判双方都是大客户。另一方面，瑞银表示只有在瑞信以低价出售，且瑞士政府愿意保证瑞银不需对瑞信过往的违法行为负法律责任的情况下才愿意接受。
3月19日早上，瑞银提出以每股0.25瑞士法郎（总价10亿瑞士法郎）的价格收购瑞信。此价格引起中东投资者不满，瑞士国家银行也认为价格过低，并敦促瑞信拒绝。中东投资者提出以50亿瑞士法郎收购瑞信，但瑞士政府表示瑞信只能卖给瑞银；而瑞信本身也曾联系过德意志银行等其他银行，但最终都因为时间问题而无法交易。下午，瑞银提出愿意将价格提升到每股0.50瑞士法郎（总价20亿瑞士法郎），瑞士政府表示若瑞信再不同意，就将解除其董事会成员的职务；其后瑞银又表示在当局提供更多支持的情况下，愿意将价格进一步提高。至亚洲开市前夕，本次收购价格最终被定在了32亿瑞士法郎，此一价格为瑞信史上最高市值（2007年）的1%。。此次收购属全股交易，瑞信的股东最终在每22.48股中得到1股，相当于每股0.76瑞士法郎。

## 收购过程
本次收购的实现部分来自瑞士政府的合作，具体领导部门包括瑞士联邦财政部、瑞士国家银行和瑞士金融市場監管局。在2023年3月19日的一次紧急会议上，瑞士聯邦委員會动用了非常时期权力，下令本次收购可以不经股东同意，并命令政府向瑞信提供流动性支持，以防止其破产。另外，在议会委员会的同意下，瑞士聯邦委員會还向瑞银提供了90亿瑞士法郎的保证金，以补偿瑞银在本次交易中可能遭受的损失。按照收购协议的规定，瑞信原先负有的附加一级债务被予以注销，这些债务统共价值160亿瑞士法郎，为目前为止被注销掉的最多的附加一级债务。这一规定使得债券持有者遭受的损失比股东更大，其目的在于安抚无法针对本次收购进行投票的国际投资者。
2023年3月19日，瑞士总统阿蘭·貝爾塞、财政部部长卡琳·凯勒-祖特尔及瑞银董事长乔丹共同宣布收购完成，瑞信董事长亦有到场。瑞士政府对外表示这次收购的风险很低，且对瑞士和全球金融市场的稳定非常重要。凯勒-祖特尔则称此次收购不是一次纾困，而是一种“商业性解决办法”（commercial solution）。
瑞银的董事长科尔姆·凯莱赫表示这次收购并非由瑞银提出，但他也表示相信这次交易对瑞银的股东来说具有一定的吸引力。另外，凯莱赫认为这笔交易是一个“紧急方案”。3月25日，《每日新闻报》报导称，本次合并分别由瑞信集团的弗朗西斯卡·麦克唐纳和瑞银集团的迈克·达根带领各自的整合团队来完成。瑞银集团前首席执行官安思杰（2011年—2020年）再次被任命为合并后的银行的新任首席执行官，于4月5日接替拉尔夫·哈默斯。根据再次当选董事长的凯莱赫的估计，在不考虑瑞信的投资银行部门倒闭的前提下，将需要四年的时间来完成团队整合。
彭博新闻社报导，在2023年的第二季度，瑞信的负商譽给瑞银带来的收益可能达到510亿瑞士法郎，有说法称光是瑞信在瑞士的子公司的市值就已数倍于瑞银的付出。截至2023年3月末，瑞信集团的账面价值已达到540亿瑞士法郎。2023年4月，瑞信的“负商誉”收益达到350亿瑞士法郎。
2023年6月12日，在瑞士政府同意向瑞银提供90亿瑞士法郎的损失补偿后，双方正式签署合同，不过该合同规定最初的50亿瑞士法郎损失需由瑞银自行承担。
2023年8月11日，瑞银宣布已经收到了瑞士政府所承诺的90亿瑞士法郎损失补偿以及瑞士国家银行的1000亿瑞士法郎流动性补偿。财政部长卡琳·凯勒-祖特尔随后宣布，瑞士的纳税人无需再承担政府拯救瑞信带来的风险。不过在不到一个月后，有消息称瑞士又为国内“大到不能倒”的银行引入了一种由公众担保的“流动性支持”政策。

### 回应
2023年3月19日，欧盟和美国金融市场官员分别发声明表示支持这次并购。有分析人士认为这次并购是由瑞士政府主导的一次“奉子成婚”。2023年4月，瑞信首席执行官乌尔里奇·科纳在一次股东大会上表示他们“并未成功”、“耗尽了时间”，并表示他对这次并购充满“悲伤”。
CNN商业资深编辑艾利森·莫罗（Allison Morrow）将瑞信集团面临的情况与硅谷银行进行了比较，称两者是“在同一时间各自遇到了都会使投资者感到不安，但却毫不相干的问题”。几名瑞信前高管向《金融时报》表示，瑞信的衰落是由于它未受2008年经济危机影响的事实使得管理层认为自身无需作出任何改变。观察人士在接受报社采访时，提到了两位与瑞信的衰落有较大关系的高管—乌尔斯·罗纳和罗密欧·赛鲁迪，前者是瑞信在2011年至2021年间的董事长，其在任期间瑞信的股价下降了75%；后者则是2009年到2022年间瑞信的总法律顾问。
政界方面，凯勒-祖特尔所在的中间右派政党自由民主党表示对政府的介入感到遗憾，而右派政党瑞士人民党和左派政党瑞士社會民主黨则对此表示愤怒，批评政府“任人唯亲”，并要求追究有关人士的责任。凯勒-祖特尔辩称若不进行本次并购，瑞信将不可能得以继续生存，各投资方与瑞信之间的交易也会被扰乱甚至可能已经崩溃，员工工资和银行账单也将无法支付，从而会导致一场世界性的经济危机。
瑞士政府用来绕过股东投票的宪法条款条款允许政府采取紧急行动“以应对当下或迫在眉睫的严重扰乱公共秩序的情况或是内部或外部安全威胁”。但政府的做法使瑞信的一些大投资方感到愤怒，据《金融时报》报道，一名来自中东的投资人批评瑞士政府“一方面取笑独裁，一方面又仅仅在一个周末之内就改变了法律”，并表示现在的瑞士和沙特阿拉伯已无区别。代理顾问公司Ethos Foundation首席执行官、持有瑞信5%股权的文森特·考夫曼称这笔交易“是公司治理的重大失败，可能会给国际机构投资者留下对瑞士在良好治理方面的糟糕印象”，他并反对了凯勒-祖特尔的这是一次“商业干预”的说法，表示“如果你修改法律，在这样一个关键问题上取消股东的投票权，那么这显然是有国家干预。这种做法史无前例，是对股东权利的剥夺”。2023年4月，考夫曼在瑞信的股东大会上称瑞信的崩溃为一场“史无前例的灾难”。咨询公司Opimas的首席执行官奥克塔维奥·马伦齐（Octavio Marenzi）认为瑞士作为金融中心的地位“已经破碎”，其现在应被视为一个“金融香蕉共和國”。伯尔尼大学商法教授彼得·昆兹（Peter V. Kunz）也表示外国的投资者可能会因为法律规则无法正确应用而怀疑瑞士是一个“香蕉共和国”，而苏黎世大学的克恩·亚历山大（Kern Alexander）表示这次“令人恐惧”的交易会对法律规则和瑞士带来损害。
《金融时报》认为这次并购可以被称为“世纪性交易”（the deal of the century），虽然凯勒-祖特尔曾指出过这次交易的困难性，但《金融时报》的说法在2023年4月瑞银的股东大会上得到广泛接受。瑞银和瑞信双方的很多股东都认为瑞银的资产负债数额将来会比瑞士银行还大。
2023年3月的一份民调显示，54%的瑞士公民不同意瑞士政府的做法，其中61%的人认为政府更应该先把瑞信国有化，然后再将其卖掉。五分之四的受访者希望瑞银能够分拆瑞信在瑞士的业务，以避免风险集中，而77%的瑞士公民表示他们对于这次危机的看法与瑞信的管理人员不一致。
2023年4月，瑞士总检察长办公室宣布开始调查政府官员、立法人员和两个银行的管理层人士是否存在与这次交易有关的违法行为。调查结果将在未来50年内保密。

#### 附加一级资本债券问题
分析人士提出警告称这次并购不仅不会结束经济危机，反而可能适得其反，而主要原因在于注销掉的160亿瑞士法郎的附加一级资本债券，例如AJ Bell投资总监鲁斯·莫尔德（Russ Mould）便认为过去几周的银行危机“翻开了新的篇章”。瑞信和瑞银的附加一级债券在条款上允许被完全注销而不是转换为股权，大多数此类债券都有更多的保护措施。3月20日，来自英格兰银行和欧洲的商界人士均表示股票仍将从属于债务。英格兰银行认为银行决议存在“明确的法定命令”，一级债券持有人会在股权投资者之后面临损失。欧洲中央银行前副行长维托尔·康斯坦西奥认为注销这些债券的决定是一个“将会承担后果的错误选择，且将来可能会面临法律问题”，彼得森国际经济研究所的雅各布·柯克加德更称诸多法律诉讼将轮番出现，进一步暴露瑞士政府的“古怪和自私举动”。截至2023年3月21日，这些附加一级债券的交易价格仍有几美分，表明投资者仍然认为它们具有诉讼价值
瑞士金融市場監管局表示，这次注销完全符合合同的规定，并且这些债券的性质已经表明了它们总会在一次“与生存能力相关的事件”（Viability Event）中被完全注销，特别是在政府提供支持的情况下更是如此。
虽然并购合同针对瑞信的二级债券的规定与一级债券相似，但这些二级债券（总共25亿瑞士法郎）并未被注销。《金融时报》旗下博客《FT Alphaville》的一篇文章写道：“目前我们所听到的最好、最有趣的说法是他们只是忘记了这件事，而当有人提起的时候，那又将是他们装作故意为之的最佳时机。”

#### 价格问题
由于3月19日推出的紧急方案将瑞信在两天前每股1.86瑞士法郎的价格降到了0.76瑞士法郎，各大股东纷纷表示此价格过低，而可以接受的价格应在73亿至350亿瑞士法郎之间
。

#### 诉讼
截至2023年10月，在美国以及瑞士进行过的诉讼中所累积的待定诉讼金额已达到90亿美元，其中大部分金额都和附加一级债券的注销有关。

## 影响
瑞银的董事长科尔姆·凯莱赫表示本次交易会花费几个周来完成，且瑞银正在计划消除瑞信所参与的“棘手交易”的风险。他还表示在并购完成之前，瑞信仍将如常运作，而这次合并会给瑞信员工带来的影响如何则不便透露。根据协议，瑞银将会逐步关闭瑞信的投资分行。
分析人士估计，包括沙特国家银行（持有瑞信9.9%股份）、卡塔尔投资局（持有瑞信6.8%股份）和挪威銀行投资管理公司等在内的瑞信的最大股东都将蒙受巨额损失。
这次并购完成后，瑞士的一些其他银行纷纷表示有志代替瑞信成为新的国内第二大银行。例如苏黎世州银行的首席执行官表示他的银行能提供所有全能银行应有的业务，有望成为一个新兴大银行。自瑞信倒闭之后，寶盛集團成为了瑞士国内按资产计算的第二大银行，在并购完成后的下一周，宝盛的股价上升了13%。
瑞信一级债券的注销使得并购后银行的信用度有所降低。由于此次收购跳过了股东投票，一些股东开始怀疑他们在瑞士的財產權受到了削弱。债券注销引发的债券抛售，迫使瑞银不得不回购其在收购宣布前几天所发行的价值27.5亿欧元的债券，以补偿投资者和稳定市场。
据路透社报道，在这次并购之后，美国银行要求其交易人士和避险基金客户不要再将资金投入瑞信的暗池。
根据瑞士经济调查及咨询机构BAK经济学公司在3月20日所述，目前已有9500至12000份职业面临威胁，其中苏黎世州就有6500至8000的全职等效人数受到威胁。受到这次合并影响最大的群体多为中端和后勤办公人员，以及法务、规则、市场、人力资源和区域性职位；一些瑞银和瑞信的分行还处于紧邻的位置。虽然瑞银的员工相对较为安全，但瑞信在例如国内企业银行业务等领域的能力更强，而瑞银的相关员工已无法再跳槽到瑞信，因此这些人可能无法再得到加薪。根据《每日新闻报》的说法，职位裁撤将会影响到合并后20%到30%的员工，或是最多30,000份工作。2023年8月，瑞银表示其在瑞士的裁员人数将达到3000人，并透露自2023年起，已有8000名瑞信员工离职。
基于国家层面的担保，若瑞士出现合并实体破产的情况，每个公民将负有最多1.25万瑞士法郎的偿付义务。
并购完成一周后，沙特国家银行董事长以个人原因为由辞职，一名沙特银行界人士在接受《金融时报》采访时表示高层决策者并未忽视这名董事长所提出的问题，另外一人则表示这位董事长是其“在瑞信如此一个紧张时期内给出的真诚意见的受害者”，且认为以事后眼光来看他的观点并无错处。
瑞士的《星期日报》（SonntagsZeitung）报道，在瑞信倒闭前的几年里，有少数瑞信高管通过不透明的利润交易获得了数亿法郎的收入。另有报道指瑞信前首席执行官杜德恒在2007年金融危机之后，一共获得了7100万瑞士法郎的奖金收入。对此，瑞士议会也在考虑采取措施遏制给“大到不能倒”的银行过度分发奖金的情况。2023年6月14日，瑞士成立了一个议会委员会来调查瑞信的崩塌。
根据花旗集团的说法，新合并的银行将对原有银行35%的国内存款、31%的公司贷款以及26%的位于瑞士的抵押贷款负有责任。瑞银在保持瑞信业务的同时，也将逐步关闭瑞信的分行，并决定裁减100亿美元的交易成本。2023年8月末，瑞银宣布瑞信已停止资金外流。2023年第二季度，瑞银的收益达到300亿美元，创下新纪录。